# 魯多澤姆
魯多澤姆是保加利亞的城鎮，位於該國南部，距離首府斯莫梁25公里，毗鄰與希臘接壤的邊境，由斯莫梁州負責管轄，面積36.69平方公里，海拔高度826米，受大陸性氣候影響，2009年人口3,583，居民主要信奉東正教。